# マクシミリアン・フォン・ヴァイクス

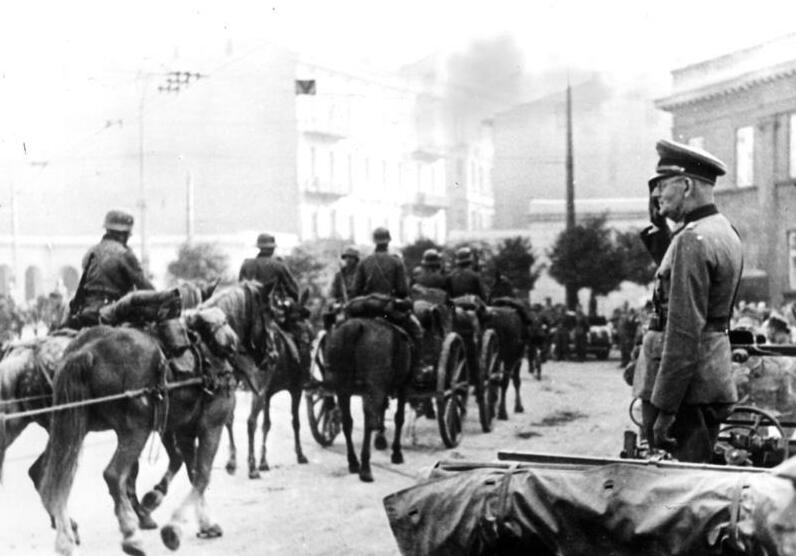
ウッチに入城する部隊を閲兵するヴァイクス（右端）（1939年9月9日）

マクシミリアン・フォン・ヴァイクス（Maximilian von Weichs、1881年11月12日 - 1954年6月27日）は、ドイツの陸軍軍人。第二次世界大戦で軍司令官、軍集団司令官などを務めた。最終階級は陸軍元帥。
ヴァイクスはバイエルン王国の由緒ある貴族の家系の出身であり、フルネームはマクシミリアン・マリア・ヨーゼフ・カール・ガブリエル・ラモラル・ライヒスフライヘア・フォン・ウント・ツー・ヴァイクス・アン・デア・グローン（Maximilian Maria Joseph Karl Gabriel Lamoral Reichsfreiherr von und zu Weichs an der Glon）である。

## 経歴
デッサウに生まれる。19歳のときランツフートにある重騎兵第2連隊に入営し、そこで中尉まで昇進する。1905年‐1908年には連隊長副官を務める。ミュンヘンの騎兵学校と陸軍大学で学んだのち、バイエルン参謀本部付となる。1914年に大尉に昇進。同年第一次世界大戦が勃発すると、参謀将校としてバイエルン騎兵師団に配属される。10月、第4バイエルン騎兵旅団の副官に転属。1915年に第5歩兵師団次席参謀、終戦時の1918年にバイエルン第II軍団参謀となる。
ヴェルサイユ条約締結後、第23旅団参謀に転じる。1923年から3年間、第3騎兵師団参謀。少佐に昇進にしたのち、1923年に第18騎兵連隊で大隊長。ついで1928年まで歩兵学校の戦術教官を務める。1928年2月、中佐に昇進し第18騎兵連隊長に補される。1930年、第1騎兵師団参謀長。同年大佐に昇進し、1933年に少将に昇進して第3軍管区歩兵司令官に任命される。同年10月、第3騎兵師団長に補される。1935年、ヴァイクスの指揮下にあった第3騎兵師団は第1装甲師団に改編された。同年4月、中将に昇進。1936年、騎兵大将に昇進し、さらに翌年第XIII軍団長に補された。1939年3月、ヴァイクスの軍団はチェコスロバキアに進駐した。
同年第二次世界大戦が勃発すると、ヴァイクスは第XIII軍団を率いてポーランド侵攻作戦に従事し、ワルシャワ攻略に参加した。10月、第2軍司令官に補され、翌年の西方電撃戦に参加。フランス降伏後の7月19日に上級大将に昇進した。翌1941年4月、第2軍を率いてバルカン半島作戦に参加、ユーゴスラビアを降伏させた。同年6月に開始されたバルバロッサ作戦では第2軍は南方軍集団の隷下に入った。翌1942年7月、ブラウ作戦発動に伴い新設されたB軍集団の指揮を引き継ぐ。スターリングラードの戦いに敗れた直後の1943年2月1日に元帥に列せられるが、第6軍を失ったB軍集団は再度南方軍集団に統合され、クルスク攻勢が行われた同年7月にヴァイクスは総統付予備となった。
直後の1943年8月に現場復帰し、バルカン半島の占領を担当する南東戦域司令官およびF軍集団司令官に任命された。ソ連軍がバルカン半島に逆侵攻した1944年秋、ヴァイクスはバルカン半島駐留軍とドイツ本国との分断の危険を国防軍最高司令部（OKW）に上申し、ヒトラーの指令により全ドイツ軍はギリシアおよびユーゴスラビアから撤収した。ドイツの敗戦が目前に迫っていた1945年1月、ヴァイクスは新たに設立されたヴァイクセル軍集団の司令官となる予定だったが、親衛隊全国指導者ハインリヒ・ヒムラーの権力失墜を目論んだナチス党首マルティン・ボルマンの策略によりヒムラーがヴァイクセル軍集団司令官となったことで、3月25日にヴァイクスは総統付きとなり軍務から離れた。
1945年5月2日、バイエルン州エッタール（de:Ettal）でアメリカ軍の捕虜となった。バルカン半島占領時の戦争犯罪容疑で国際軍事法廷に起訴されたが、健康状態の悪化を理由に釈放され不起訴処分となった。隠棲先のボン近郊レースベルク城で死去した。